# ノーマ・マコービー

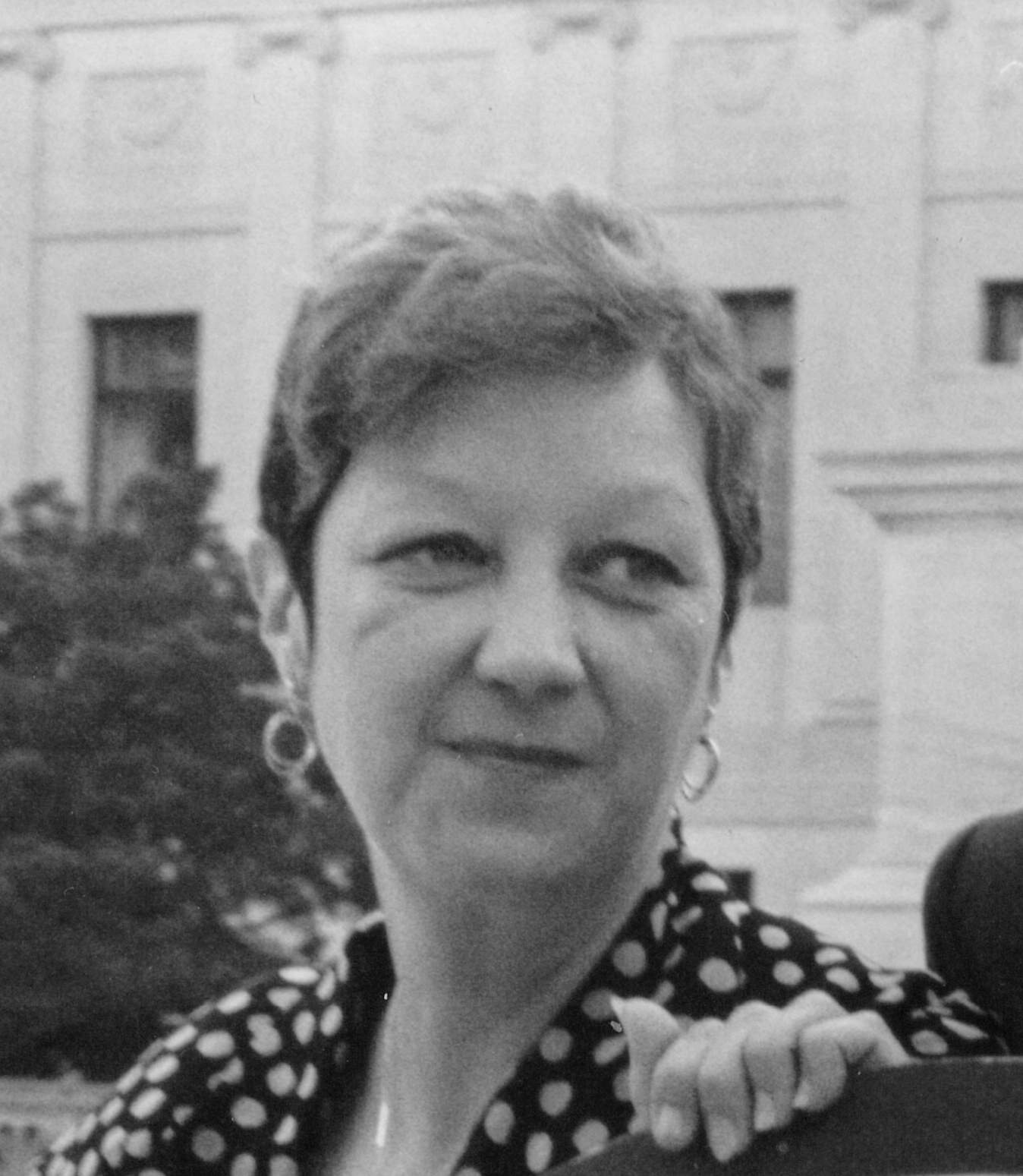
ノーマ・マコービー

ノーマ・マコービー（Norma McCorvey、1947年9月22日 - 2017年2月18日）は、アメリカ合衆国の女性運動家。人工妊娠中絶を女性の権利として認めたロー対ウェイド事件の裁判原告女性として知られる。1970年代当時の女性解放運動のシンボル的存在だったが、1995年に洗礼を受けてクリスチャンになり、中絶反対派に転じてプロライフ活動家となった。

## 経歴
ノーマ・マコービーは1947年にルイジアナ州アボイルズ郡で生まれ、テキサス州の貧しい崩壊家庭で育ち、家出、放浪、教護院生活、預けられた先の親戚によるレイプなどを経験し、悲惨な少女時代を送った。結婚もしたが夫の暴力のため離婚し、1970年に産んだ子供は養子に出され、出産した2人の子供も育てられなかった。離婚後はバーや病院で働いたり、カーニバルの見せ物師になったりして生計を立てていた。マコービーが3度目の妊娠をして中絶医を探し歩いていた21歳の時、サラ・ウェディントンら若い女性弁護士2人から裁判の原告になるよう頼まれて引き受けた。
1970年3月、マコービーらが原告となり、母体の危険があるとき以外は妊娠中絶を禁止したテキサス州法が合衆国憲法に反し違憲であるとして、テキサス州ダラス郡の地方検事ヘンリー・ウェイドを訴えた。口頭弁論ではサラ・ウェディントン弁護士が原告代理として弁論を行った。
マコービーは当初は仮名「ジェーン・ロー」を使っていたが（「ジェーン・ロー」は原告の身元を秘匿する際に用いられる仮名）、途中から本名を名乗ってデモや集会に登場した。
1973年1月22日、合衆国最高裁はテキサス州の中絶法を違憲とする判決を下した。後に「ロー対ウェイド事件」と呼ばれた訴訟で、アメリカで初めて人工妊娠中絶を女性の権利として認定させた判決である。しかしマコービー自身は最高裁での口頭弁論の時点ですでに3人目の子供を出産しており、裁判結審前であったため妊娠中絶はできなかった。
マコービーは裁判の後、1980年代から1990年代初頭までカリフォルニア州やテキサス州の女性支援施設で働き、プロチョイス派のシンボル的存在に祭り上げられていた。しかし裁判では勝訴しても、彼女はあいかわらず貧しいままで、女性解放運動の関係者ともよそよそしい関係だった。
マコービーがテキサス州ダラスの中絶クリニックでコンサルタントとして働いていたとき、1995年にキリスト教のプロライフ団体「中絶救助隊（オペレーション・レスキュー）」が、彼女の働くクリニックの隣に事務所を設置した。彼女は次第に「中絶救助隊」のメンバーらと親交を深め、同年8月に洗礼を受けてクリスチャンとなった。彼女はそれ以来、プロライフ活動家として中絶反対運動に熱心に活動するようになった。
2005年にマコービーは合衆国最高裁判所に対し、ロー対ウェイド事件の最高裁判決の見直しを求める上訴申し立てを行い、原告としてロー判決の再審を申し立てた。彼女は同年1月18日の記者会見で「私は、妊娠中絶を禁止したテキサス州法に異議を申し立てるため原告候補を探していた野心的な女性弁護士、サラ・ウェディントンに利用された『駒』であった」と主張した。これに対し、第5巡回区連邦控訴裁判所は「テキサス州法は2004年9月14日にすでに無効となっているため、事件もムート（無効）である」として、マコービーの訴えを却下した。
2017年2月18日、テキサス州ケイティーの介護施設でうっ血性心不全のため69歳で死去。AP通信などが報じた。ワシントン・ポスト紙によれば、ロー対ウェイド事件に関する本を執筆中のジャーナリストであるジョシュア・プラーガーが、マコービーの死去を発表した。
マコービーは3冊の自叙伝を出版し、「アメリカで最も有名な原告」としてニュースや映画でもたびたび取り上げられた。ジョシュア・プラーガーは『ヴァニティ・フェア』誌で「苦労の絶えない人生を送ってきた『偶然活動家になった女性』」として彼女の人生を紹介している。